# Jeff Buckley
Jeffrey Scott “Jeff” Buckley (Anaheim, 17 novembre 1966 – Memphis, 29 maggio 1997) è stato un cantautore e chitarrista statunitense.
Figlio del cantautore Tim Buckley, Jeff in vita riscosse grande successo principalmente in Francia e in Australia e poi, dopo il suo decesso avvenuto per annegamento il 29 maggio 1997, in tutto il mondo, tanto che i suoi lavori sono rimasti famosi nel tempo e appaiono regolarmente nelle classifiche delle riviste di settore.

## Biografia

### I primi anni (1966-1985)
Jeffrey Scott Buckley nacque il 17 novembre 1966 ad Anaheim, nella contea di Orange, in California, fu l'unico figlio del cantante e cantautore Tim Buckley, di origini irlandesi e italiane, e della violoncellista Mary Guibert, di origini panamensi, greche e francesi. Ancor prima della nascita di Jeff, il padre Tim abbandonò la moglie per trasferirsi a New York in cerca di fortuna.
Per questa ragione Buckley (che incontrò il padre solo nella prima infanzia e in occasioni saltuarie) trascorse i primi anni di vita con la madre, il patrigno Ron Moorhead (che verrà ricordato dallo stesso Buckley per il suo contributo alla crescita personale e musicale del ragazzo, per esempio con il regalo del 33 giri Physical Graffiti dei Led Zeppelin) e il fratellastro Corey, con i quali si trasferì più volte in diverse città dell'Orange County, nella California del Sud. In quegli anni si faceva chiamare Scott "Scotty" Moorhead, dal cognome del patrigno, nonostante il suo vero cognome fosse quello del padre biologico.
Dopo la morte di quest'ultimo, avvenuta per overdose nel giugno del 1975, Buckley scelse di usare ufficialmente il nome registrato sul suo certificato di nascita, Jeffrey Scott Buckley, pur continuando ad essere chiamato "Scotty" da tutti i componenti della famiglia. Durante l'infanzia e l'adolescenza fu circondato dalla musica, grazie sia alla madre, pianista e violoncellista classica, sia al patrigno, che lo introdusse all'ascolto di artisti quali Led Zeppelin, Queen, Jimi Hendrix, The Who, e Pink Floyd.
Il primo disco che possedette fu Physical Graffiti dei Led Zeppelin, e il gruppo hard rock Kiss divenne ben presto uno dei suoi preferiti. Intorno all'età di cinque anni iniziò a suonare la chitarra acustica e a 12 anni decise di diventare musicista, ricevendo in dono l'anno successivo la sua prima chitarra elettrica: un'imitazione di colore nero di una Gibson Les Paul. Nel 1984 si diplomò alla Loara High School e, durante gli anni dei suoi studi, suonò nel gruppo jazz della scuola appassionandosi al progressive rock e a band come i Rush, i Genesis, gli Yes, e a musicisti jazz fusion come il chitarrista Al Di Meola.
Lasciò poi il paese natale per andare a vivere da solo a Hollywood, iscrivendosi al Guitar Institute of Technology e completando il corso di studi, della durata di un anno, all'età di 19 anni, nel 1985. In un'intervista alla rivista Rolling Stone definì quell'istituto con l'espressione «the biggest waste of time», ovvero «la più grande perdita di tempo». In un'intervista successiva, rilasciata a Double Take Magazine, dichiarò però di aver apprezzato lo studio della teoria musicale condotto al Guitar Institute of Technology:
(Jeff Buckley)

### Gli esordi (1986-1993)
Tra il 1986 e il 1990 lavorò in un hotel a Los Angeles e suonò la chitarra nel circuito musicale locale, cimentandosi in generi quali il jazz, il rock e l'heavy metal. Nello stesso periodo, si esibì in tour con il musicista reggae Shinehead e partecipò come voce d'accompagnamento ad alcune sessioni funk e R&B, collaborando con il produttore Michael J. Clouse. Nel febbraio 1990, si trasferì a New York, trovando però poche occasioni di esibirsi. Tuttavia in questa città fu introdotto al Qawwali, la musica devozionale del Pakistan, e all'artista Nusrat Fateh Ali Khan, di cui divenne presto un grande estimatore.
In quegli anni, Buckley si interessò anche al musicista blues Robert Johnson e alla band hardcore punk Bad Brains. A settembre dello stesso anno, si trasferì a Los Angeles perché l'ex manager di suo padre, Herb Cohen, si era offerto di aiutarlo a registrare la sua prima demo di brani originali. Buckley completò così Babylon Dungeon Sessions, una cassetta contenente le quattro canzoni Eternal Life, Unforgiven (divenuta poi Last Goodbye), Strawberry Street e Radio. Nei primi mesi dell'anno seguente, Buckley tornò a New York per fare il suo debutto pubblico durante un concerto-tributo a suo padre denominato Greetings from Tim Buckley.
L'evento, organizzato da Hal Willner, ebbe luogo nella chiesa di St. Ann di Brooklyn il 26 aprile 1991. Accompagnato dal chitarrista Gary Lucas, Buckley suonò I Never Asked To Be Your Mountain, un brano del padre, dedicato originariamente proprio a lui e alla moglie. Buckley interpretò inoltre Sefronia – The King's Chain, Phantasmagoria in Two e concluse con Once I Was, cantando il finale a cappella a causa della rottura di una corda della chitarra. Con questa performance, prese le distanze dalla memoria della carriera del padre. Spiegò a Rolling Stone:
(Jeff Buckley)
Il concerto si rivelò, poi, il primo passo verso il mondo della musica. Nei seguenti viaggi a New York, iniziò a comporre assieme a Lucas diversi brani, tra cui Grace e Mojo Pin, e sul finire del 1991 iniziò a suonare nella band di questo, i Gods and Monsters. Si trasferì definitivamente a New York, vivendo nella Lower East Side. Il giorno dopo il debutto ufficiale dei Gods and Monsters, nel marzo 1992, abbandonò la band.
Iniziò ad esibirsi come solista in diversi locali di Manhattan, ma il Sin-é e l'East Village divennero i suoi palchi principali. Apparve per la prima volta nel piccolo locale irlandese nell'aprile 1992, e da quel giorno continuò ad esibirvisi regolarmente ogni lunedì. Il suo repertorio spaziava dal folk al rock, dall'R&B al blues e al jazz. Si appassionò a cantanti come Nina Simone, Billie Holiday, Van Morrison e Judy Garland. Suonò cover di Led Zeppelin, Nusrat Fateh Ali Khan, Bob Dylan, Édith Piaf, Elton John, The Smiths, Bad Brains, Leonard Cohen, Robert Johnson e Siouxsie Sioux.
Interpretava anche i suoi brani presenti in Babylon Dungeon Sessions, oltre a quelli appena scritti con Lucas. Si fece così notare da diversi manager di case discografiche tra cui Clive Davis. Nell'estate del 1992, fu contattato dalla Columbia Records, con cui firmò in ottobre. Tra il luglio e l'agosto del 1993 registrò il suo primo EP, che venne pubblicato il 23 ottobre 1993 con il titolo Live at Sin-é e che contiene quattro pezzi, tra cui una cover di The Way Young Lovers Do di Van Morrison.

### Grace(1993-1994)
A metà 1993, iniziò a lavorare al disco d'esordio assieme a Andy Wallace. Ingaggiò la band, composta dal bassista Mick Grondahl e dal batterista Matt Johnson. A settembre, cominciarono le registrazioni presso i Bearsville Studios di Woodstock. Furono presenti anche Lucas, che suonò alcune parti di chitarra, e il musicista jazz Karl Berger, che scrisse gli arrangiamenti. In seguito, fece ritorno a Manhattan per altre sessioni di registrazione, spostandosi poi nel New Jersey dove lavorò sulle parti vocali e aggiunse consistenza ad alcune canzoni.
Nel gennaio del 1994, partì per il suo primo tour solista nel Nord America per supportare l'uscita di Live at Sin-é, seguito, a marzo, da un tour in Europa. Tornato in patria, invitò a unirsi alla band il chitarrista Michael Tighe, dalla cui collaborazione nacque il brano "So Real", poi aggiunto all'album. In giugno, accompagnato dalla band, partì per il primo tour denominato "Peyote Radio Theatre Tour"; il tour durò fino ad agosto a supporto di artisti tra cui Chrissie Hynde dei The Pretenders, Chris Cornell dei Soundgarden e The Edge degli U2.
Grace fu pubblicato il 23 agosto 1994. Oltre a 7 pezzi inediti, l'album includeva 3 cover: "Lilac Wine", basata sulla versione di Nina Simone, "Corpus Christi Carol" di Benjamin Britten, e "Hallelujah", una cover di Leonard Cohen che gli portò il successo per via de "l'eccellente interpretazione", come la definì il TIME e inclusa da Rolling Stone's nella lista "500 Greatest Songs of All Time". I pareri dei critici furono entusiasti: il The Sydney Morning Herald definì il disco un "capolavoro romantico" e un "essenziale lavoro definitivo". Divenne disco d'oro in Francia e in Australia, e successivamente disco d'oro negli Stati Uniti, oltre che ancora disco di platino per sei volte in Australia nel 2006. Grace ottenne, anche, apprezzamenti da musicisti celebri, tra cui Jimmy Page, che definì Grace
(Jimmy Page)
 e Robert Plant che si espresse in modo analogo. Altri commenti giunsero da Bob Dylan, che definì Buckley 
(Bob Dylan)
 e da David Bowie che, in un'intervista per Village Voice, definì Grace come uno dei dieci dischi che avrebbe voluto portare con sé su un'isola deserta. Venne, poi, incluso nella classifica di Rolling Stone "500 Greatest Albums of All Time" del 2003 alla posizione numero 303.

### Il tour (1994-1996)
Buckley trascorse gran parte dell'anno seguente suonando in tour per molti Paesi, dall'Australia al Regno Unito (al Glastonbury Festival e al Meltdown Festival nel 1995, nel quale cantò il brano di Henry Purcell Dido's Lament su invito di Elvis Costello), all'Irlanda, per poi toccare la Scandinavia e in settembre la Germania. La serie di concerti europea finì il 22 settembre a Parigi, e il tour ebbe termine il 24 settembre con un concerto a New York. Il 19 ottobre iniziò un tour in Canada e Stati Uniti, che toccò sia la East Coast che la West Coast, oltre agli Stati centrali, ed ebbe termine il 18 dicembre nel New Jersey.
Dopo un mese di sosta, partì per un secondo tour europeo, iniziando da Dublino, per passare, poi, per Londra e Parigi. A gennaio, partì per il suo primo tour in Giappone. Tornò in Europa il 6 febbraio 1995 prima di tornare in America il 6 marzo. Si esibì a Parigi in un teatro del diciannovesimo secolo, il Bataclan, dove venne registrato e pubblicato nel EP Live from the Bataclan. Anche una performance del 25 febbraio a Rotterdam venne pubblicata nel EP So Real.
Ad aprile ricominciò il tour, con concerti in America e in Canada, esibendosi al Metro di Chicago, dove venne filmato e pubblicato nel Live in Chicago. Inoltre, il 4 giugno suonò ai Sony Music Studios. Il tour proseguì in Europa tra il 20 giugno e il 18 luglio. Si esibì nel teatro di Édith Piaf, suo idolo, L'Olympia, durante il Festival de la Musique Sacrée, in cui suonò What Will You Say in duetto con Alim Qasimov, un cantante dell'Azerbaigian. L'esibizione venne pubblicata nel 2001 nel Live a L'Olympia.
Le uniche tappe italiane del tour europeo furono al Vidia Club di Cesena, il 17 febbraio 1995 e alla Festa de l'Unità di Correggio il 15 luglio 1995.
Il Mystery White Boy tour australiano, con concerti sia a Sydney che a Melbourne, iniziò il 28 agosto e si concluse il 6 settembre, con esibizioni registrate e poi pubblicate nel disco live Mystery White Boy. La serie di concerti si rivelò un grande successo, tanto che l'album Grace che divenne disco d'oro in Australia, vendendo oltre 35,000 copie. Il management di Buckley decise allora di prolungare gli show con nuove date australiane e altre in Nuova Zelanda nel mese di febbraio. Buckley si esibì solista al Sin-é e all'evento Mercury Lounge di New York. Trascorse, poi, gran parte di febbraio impegnato nell'Hard Luck Tour in Australia e Nuova Zelanda. Il 1º marzo 1996 Johnson si esibì per l'ultima volta con Buckley, date le tensioni che si erano create all'interno della band.
Vista la fuoriuscita del batterista, non suonò concerti fino al 12 febbraio 1997. A causa della stanchezza dovuta al continuo viaggiare, trascorse gran parte dell'anno lontano dai palcoscenici, anche se tra il 2 maggio e il 5 maggio si esibì come bassista con i Mind Science of the Mind, gruppo dell'amico Nathan Larson. Nel dicembre del 1996, tornò ad esibirsi live nel "Phantom solo tour", prediligendo i piccoli café del New England nei quali si esibva con nomi fittizi come The Crackrobats, Possessed by Elves, Father Demo, Smackrobiotic, The Halfspeeds, Crit-Club, Topless America, Martha & the Nicotines e A Puppet Show Named Julio. Come giustificazione, scrisse un post sul suo sito internet dicendo:
(Jeff Buckley)

### Sketches for My Sweetheart the Drunk(1997)
Terminati i tour, Jeff iniziò a comporre diversi brani per un nuovo album. Aveva nel frattempo collaborato con la cantautrice americana Patti Smith per l'album Gone Again e aveva incontrato Tom Verlaine, esprimendogli il desiderio di poter produrre il suo nuovo disco. A metà del 1996, iniziarono le prime sessioni di registrazione in uno studio di Manhattan con Verlaine. Eric Eidel era stato ingaggiato come batterista ma rimase in gruppo solo per tre sessioni, dopo le quali fu assunto Parker Kindred.
In questi mesi, incontrò Inger Lorre dei The Nymphs, con la quale strinse una salda amicizia, coronata da una collaborazione sulla traccia Kerouac: Kicks Joy Darkness per un album tributo a Jack Kerouac. Inoltre, dopo che il chitarrista di Lorre lasciò il suo gruppo, Buckley si offrì di sostituirlo, rimanendo talmente colpito dal brano Yard of Blonde Girls da decidere di farne una cover. Una nuova sessione di registrazione si svolse a Manhattan agli inizi del 1997, ma fu accantonata perché né lui né la band la trovarono abbastanza soddisfacente.
Il 4 febbraio 1997, si esibì durante le celebrazioni per il decimo anniversario del Knitting Factory, suonando una selezione di brani che comprendeva "Jewel Box", "Morning Theft", "Everybody Here Wants You", "The Sky is a Landfill" e "Yard of Blonde Girls". Lou Reed, che era tra i presenti al concerto, espresse in quell'occasione un interessamento a lavorare con Jeff.
La band si esibì per la prima volta con Parker Kindred, il nuovo batterista, all'Arlene's Grocery di New York il 9 febbraio, in un set che vide presentare numerosi brani che poi sarebbero apparsi sull'album postumo Sketches for My Sweetheart the Drunk. A fine mese, registrò una lettura del poema di Edgar Allan Poe "Ulalume" per l'album Closed on Account of Rabies. Si trasferì, quindi, a Memphis, nel Tennessee.
Buckley decise che le sessioni sarebbero proseguite agli Easley McCain Recording di Memphis, come suggeritogli dall'amico Dave Shouse dei Grifters. Dal 12 febbraio al 26 maggio 1997, suonò nel Barristers', un bar di Memphis, sperimentando in anteprima i brani inediti. Dopo nuove registrazioni con scarsi risultati, a metà febbraio, licenziò Verlaine da produttore, reingaggiando Andy Wallace. Registrò altre versioni dei brani completati, inviando i nastri a New York alla band, che li ascoltò con grande entusiasmo. Queste registrazioni apparirono nel primo disco di Sketches for My Sweetheart the Drunk. Invitò quindi la band a raggiungerlo a Memphis per le sessioni del 29 maggio.

### La morte (1997)

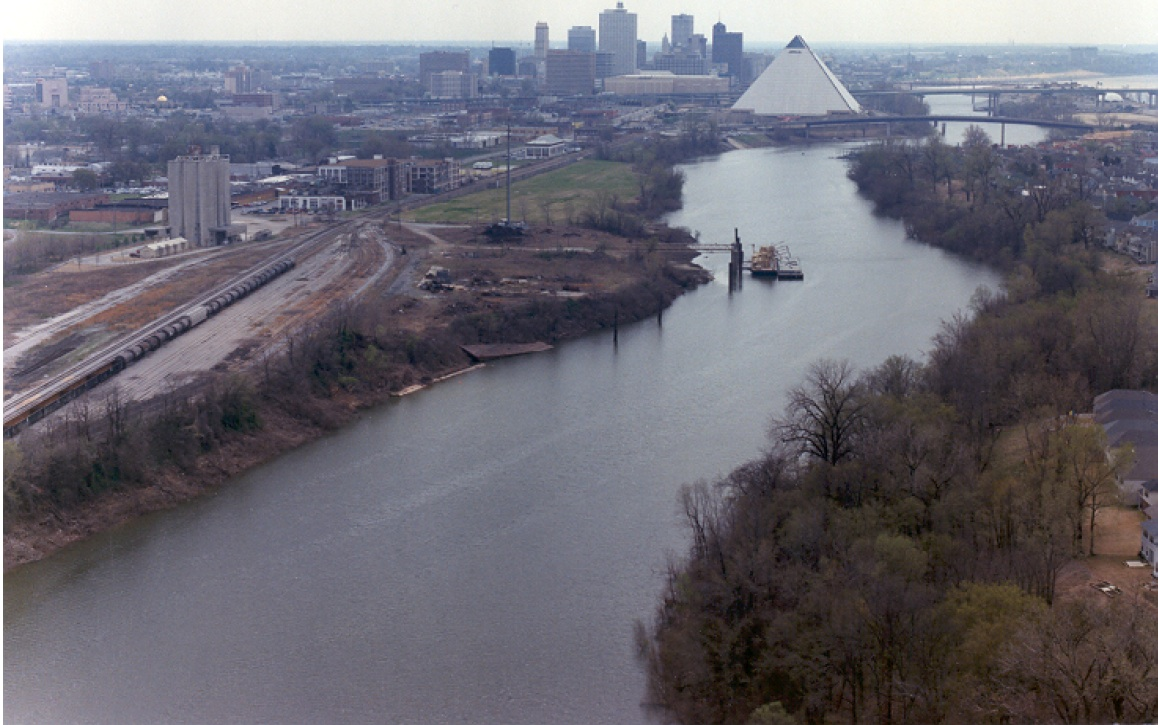
Il Wolf River, teatro della tragedia, con la città di Memphis di sfondo

La sera del 29 maggio 1997, all'età di trent'anni, mentre, a bordo di un furgone guidato dal suo roadie Keith Foti, si stava dirigendo agli studi di registrazione, passando lungo le rive del Wolf River, un affluente del Mississippi, chiese all'autista di fermarsi, avendo voglia di fare un bagno. Già in precedenza aveva nuotato in quelle acque, quindi si immerse nel fiume tenendo, però, addosso i vestiti e gli stivali, arrivando fino ai piloni del ponte dell'autostrada (canticchiando il ritornello di Whole Lotta Love dei Led Zeppelin), nello stesso momento in cui stava transitando un battello che probabilmente creò un gorgo che lo risucchiò. Il cantante scomparve dalla vista di Keith Foti, il quale chiamò la polizia che, pur avendo ordinato un dragaggio della zona, non trovò nulla.
Sei giorni più tardi, nella mattina del 4 giugno, il corpo di Buckley fu avvistato da un passeggero del traghetto American Queen, impigliato tra i rami di un albero sotto il ponte di Beale Street, la via più importante di Memphis. Gene Bowen (tour manager di Buckley) riconobbe il corpo da un piercing all'ombelico e dalla maglietta indossata. L'autopsia non rilevò tracce di alcol etilico o di droghe; il caso venne archiviato come incidente. Un comunicato ufficiale dalla madre, diceva:
(Mary Guibert)
Il funerale si celebrò il 1º agosto 1997, nella chiesa di Saint Ann a Brooklyn, nello stesso luogo dove era iniziata la sua carriera durante il Tim Buckley Tribute.
Poco dopo la sua morte, Bono ebbe a dire
(Bono, Mojo Magazine, agosto 1997)

### Dopo la morte (1998-)
Dopo la morte, vennero pubblicati diversi album postumi come Mystery White Boy, Live a l'Olympia, Live at Sin-é (Legacy Edition) e Grace Around the World, oltre che, naturalmente, l'inconcluso Sketches for My Sweetheart the Drunk. Buckley è oggetto di un vero e proprio culto da parte dei fan, che vedono in lui la figura dell'artista maledetto e misterioso, un po' come era stato fatto con Jim Morrison o Kurt Cobain.
Nel novembre del 2015 viene annunciata l'uscita della compilation You and I contenente cover di Bob Dylan, The Smiths, Sly and The Family Stone e materiale inedito registrato nel febbraio del 1993.

## Discografia

### Album in studio
- 1994 – Grace
- 1998 – Sketches for My Sweetheart the Drunk (postumo)
- 2016 – You and I (postumo)

## Riconoscimenti
- La Académie Charles Cros premiò Buckley con il "Grand Prix International Du Disque" il 13 aprile 1995 in onore del suo album di debutto Grace.[55]
- Nomination per gli MTV Video Music Award Best New Artist con il video di "Last Goodbye" nel 1995.[95]
- Nomination da Rolling Stone come Best New Artist nel 1995.
- Triple J Hottest 100 incluse il brano "Last Goodbye" alla posizione numero 14 come Best Song 1995.[96]
- Nel 2006 la rivista Mojo votò Grace #1 "Modern Rock Classic of all Time". Il disco fu anche votato come il secondo album preferito dagli ascoltatori d'Australia secondo la Australian Broadcasting Corporation il 3 dicembre 2006.[97]
- Nomination ai Grammy Award come Best Male Rock Vocal Performance con "Everybody Here Wants You" nel 1998.[95]
- Grace è stato inserito alla posizione numero 303 nella Lista dei 500 migliori album secondo Rolling Stone nel 2003.[68]
- Un rifacimento operato da Buckley sulla canzone Hallelujah è stato classificato nel 2011 al numero 264 tra le 500 migliori canzoni selezionate dalla rivista musicale Rolling Stone.[60]
- Rolling Stone piazzò Buckley alla posizione numero 39 nella sua lista del 2008 The 100 Greatest Singers of All Time.[98]
- Nella Triple J Hottest 100 of All Time del 2009, la versione di Buckley di "Hallelujah" fu votata al terzo posto, "Last Goodbye" al settimo, "Lover, You Should've Come Over" numero 56 e "Grace" numero 69.[99]

## Equipaggiamento
Buckley utilizzò molte chitarre, ma principalmente fece uso di una Fender Telecaster del 1983 e di una Rickenbacker 360/12. Principalmente cantante e chitarrista, suonò tuttavia anche altri strumenti tra cui bassi, dobro, mandolini, armonica a bocca, organi, dulcimer, tabla e esraj.